# Elmohardyia denigrata
Elmohardyia denigrata är en tvåvingeart som beskrevs av José Albertino Rafael 1988. Elmohardyia denigrata ingår i släktet Elmohardyia och familjen ögonflugor. Inga underarter finns listade i Catalogue of Life.